# Elzach
Elzach település Németországban, azon belül Baden-Württembergben. Lakosainak száma 7601 fő (2023. december 31.).

## Népesség
A település népessége az elmúlt években az alábbi módon változott:
| Lakosok száma | 6308 | 7296 | 7242 | 7347 | 7477 | 7601 |
|               | 1975 | 2017 | 2019 | 2021 | 2022 | 2023 |